# Хайр, Кэтрин Патриция
Кэ́трин «Кей» Патри́ция Хайр (англ. Kathryn 'Kay' Patricia Hire; род. 1959) — астронавт НАСА. Совершила два космических полёта на шаттлах: STS-90 (1998, «Колумбия») и STS-130 (2010, «Индевор»), капитан 1-го ранга ВМС США.

## Личные данные и образование

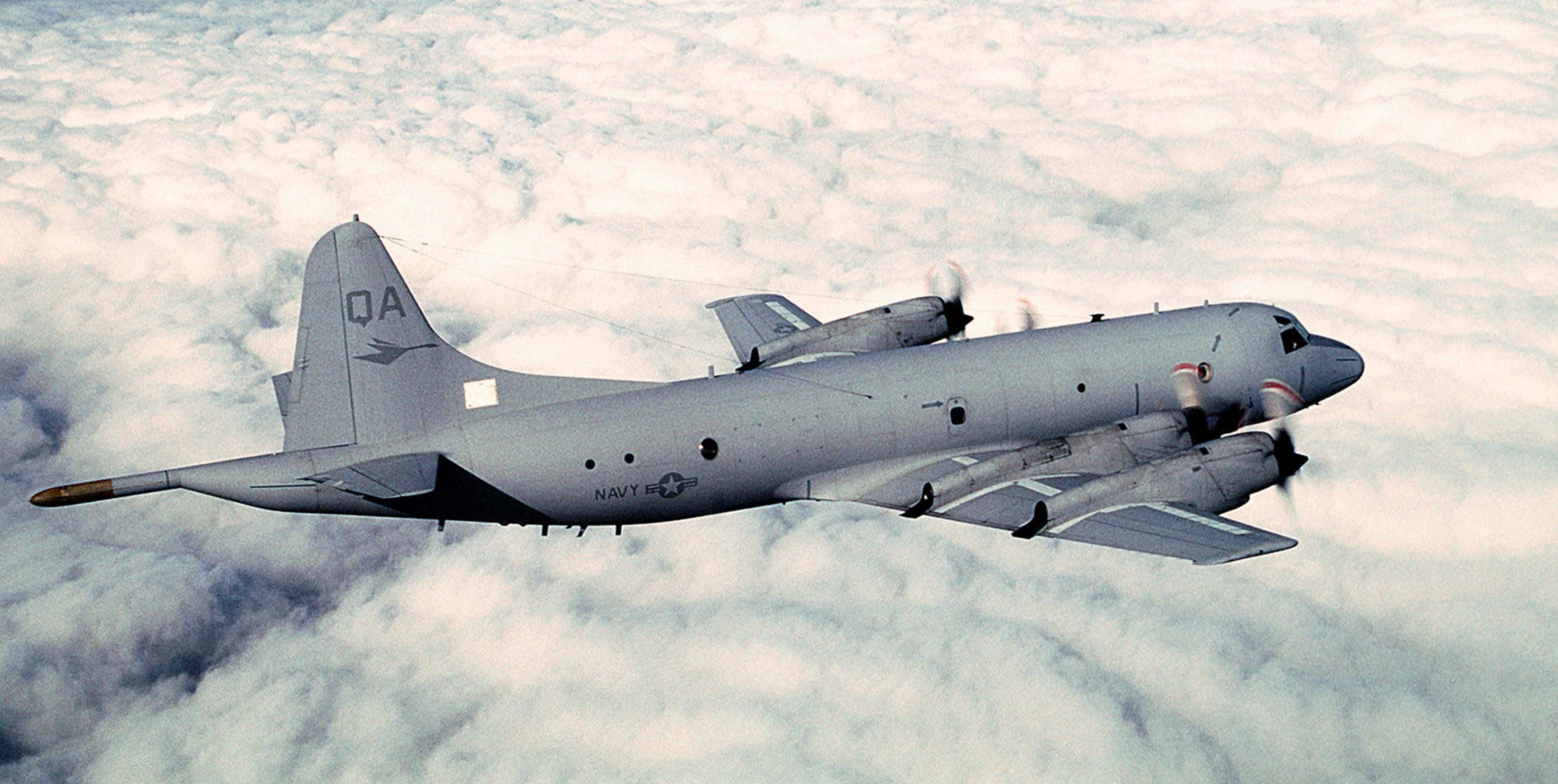
Самолёт P-3C в полёте.

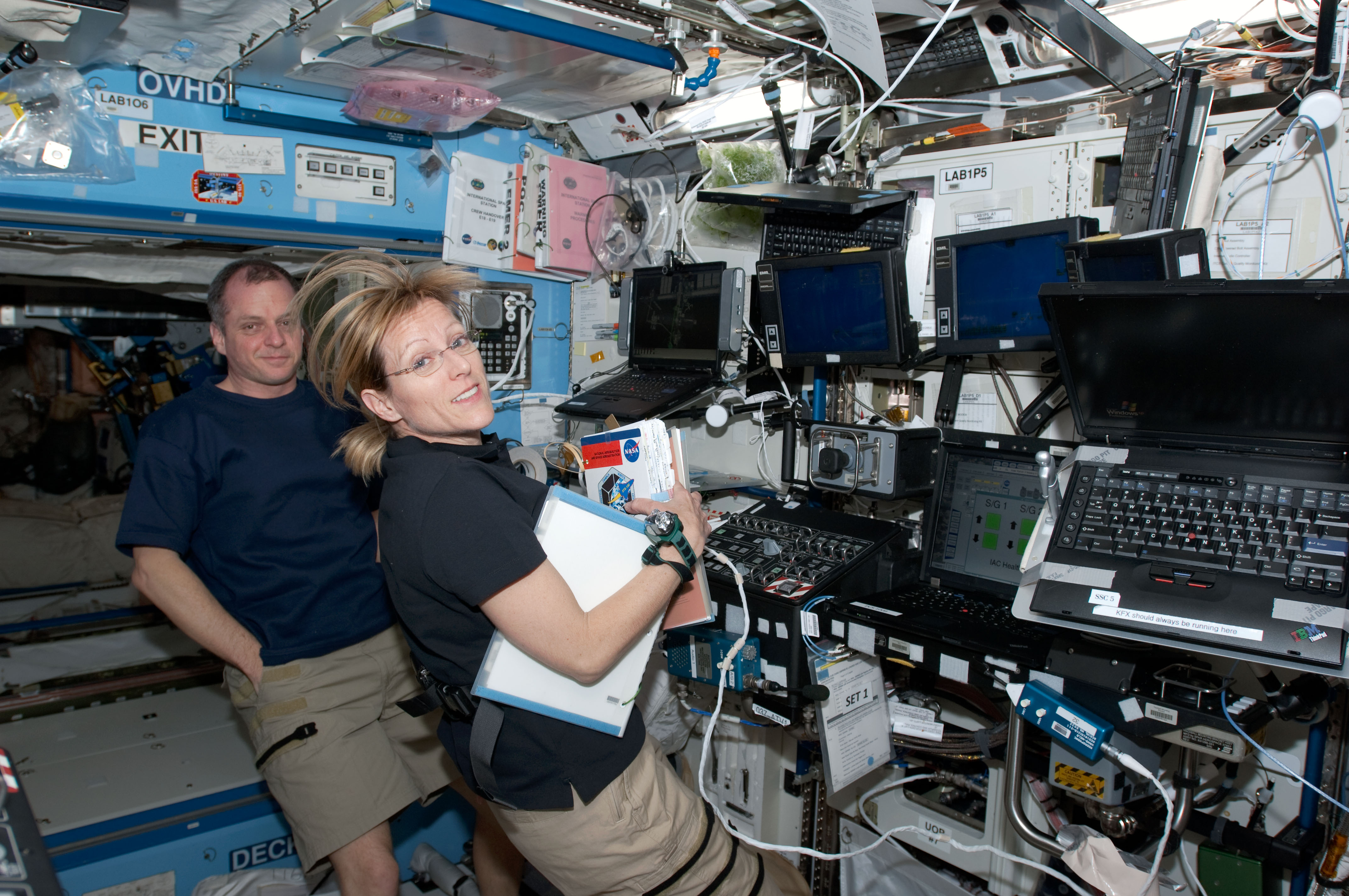
STS-130: в модуле Дестини.

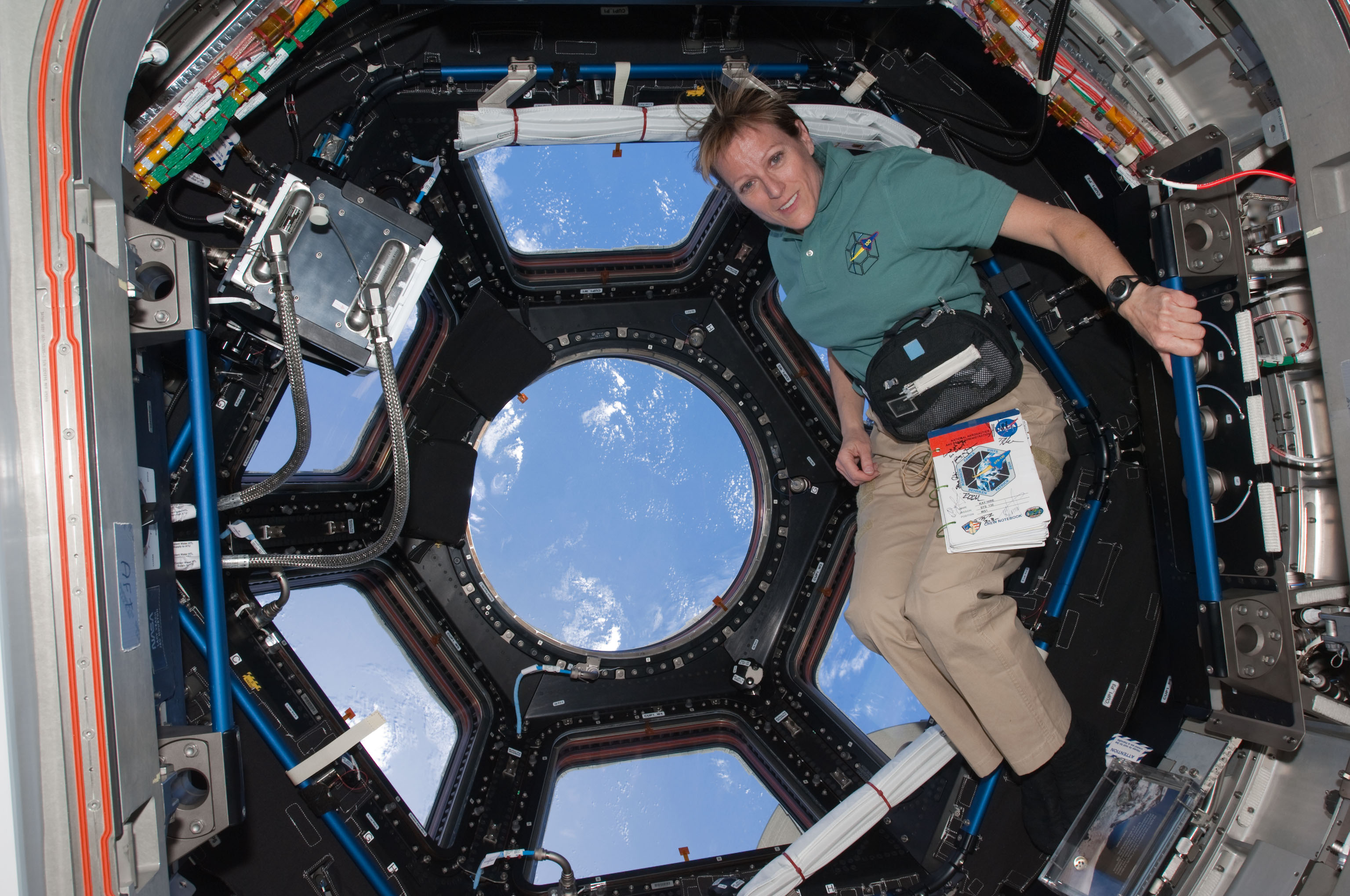
STS-130: в модуле Купол.

Кэтрин Хайр родилась 26 августа 1959 года в городе Мобил, штат Алабама, где в 1977 году окончила среднюю школу. В 1981 году получила степень бакалавра наук в области систем управления в Военно-морской Академии США, в городе Аннаполис, штат Мэриленд. В 1991 году получила степень магистра в области космических технологий во Флоридском технологическом институте.
Любит парусный спорт, горные лыжи, подводное плавание и рыбалку.

## До НАСА
В 1982 году Хайр была зачислена в военно-морской флот США. Она принимала участие в глобальных океанографических исследованиях. Работала преподавателем на авиабазе в Калифорнии. Она стала первой американской женщиной-военным, кого назначили в экипаж для выполнения боевых задач. В 1993 году она стала летать на P-3 (морская разведка). Участвовала в Операции «Несокрушимая свобода» и в Войне в Ираке. Имеет общий налёт более 2 500 часов на различных типах самолётов.

## Подготовка к космическим полётам
В декабре 1994 года была зачислена в отряд НАСА в составе пятнадцатого набора, кандидатом в астронавты. С марта 1995 года стала проходить обучение по курсу Общекосмической подготовки (ОКП). По окончании курса, в мае 1996 года получила квалификацию «специалиста полёта» и назначение в Офис астронавтов НАСА. В течение года работала оператором связи в Центре управления полётами.

## Полёты в космос
- Первый полёт — STS-90[3], шаттл «Колумбия». C 17 апреля по 3 мая 1998 года в качестве «специалиста полёта». В грузовом отсеке шаттла, в модуле Спейслэб, проводились эксперименты по влиянию микрогравитации на нервную систему человека. Цели исследований — понимание механизмов, ответственных за неврологические и поведенческие изменения в невесомости. Основными задачами были проведение фундаментальных исследований в области нейронаук и расширение понимания того, как нервная система развивается и функционирует в космосе. Исследования проводились на крысах, мышах, сверчках, улитках, на двух видах рыб и на членах экипажа. В частности, эксперименты изучали адаптацию вестибулярного аппарата, «адаптационный синдром», адаптацию и возможные варианты контроля центральной нервной системы при отсутствии силы тяжести, а также влияния микрогравитации на поведение нервной системы. Миссия являлась совместным предприятием шести иностранных космических агентств и семи исследовательских Центров из США, 31 эксперимент по влиянию микрогравитации поставили учёные из девяти стран. Продолжительность полёта составила 15 дней 21 час 50 минут[4].

- Второй полёт — STS-130[5], шаттл «Индевор». C 8 по 22 февраля 2010 года в качестве «специалиста полёта». Доставка и установка на МКС модуля «Транквилити» («Спокойствие») и модуля «Купол». Модуль «Транквилити» — последний американский модуль МКС. В модуле «Транквилити» размещаются системы жизнеобеспечения экипажа, туалеты и тренажёры. Изготовленный в Италии модуль «Купол» пристыкован к модулю «Транквилити». С помощью лазерного сканера и высокоразрешающей камеры, установленных на удлинителе робота-манипулятора шаттла, астронавты провели обследование теплозащитного покрытия днища и кромок крыльев шаттла. Роботом-манипулятором шаттла управляли Кэтрин Хэйр, Николас Патрик и Терри Виртс. После стыковки с МКС, Джордж Замка, Кэтрин Хайр и Стивен Робинсон, были заняты переноской доставленного на станцию оборудования и материалов. На пятом дне полёта Терри Виртс и Кэтрин Хайр, находясь в модуле «Дестини» управляли роботом-манипулятором станции, с помощью которого пятнадцати тонный «Транквилити» подняли (начало подъёма в 4 часа 5 минут) из грузового отсека шаттла и переместили к левому порту модуля «Юнити». В 5 часов 56 минут «Транквилити» был подведён к месту установки на модуле «Юнити», работа была завершена в 8 часов 5 минут. 13 февраля в 10 часов 30 минут Терри Виртс и Кэтрин Хайр отвечали на вопросы корреспондентов Ассошиэйтед Пресс, CBS News и Рейтер. Перед расстыковкой астронавты продолжали переносить из шаттла на станцию доставленные оборудование и материалы, в обратном направлении — результаты проводимых на станции экспериментов. Продолжительность полёта составила 13 суток 18 часов 6 минут[6].

Общая продолжительность полётов в космос — 29 дней 15 часов 56 минут.

## После полётов
В январе 2011 года перешла на работу в Центр космических исследований имени Джонсона, в Хьюстоне, штат Техас.

## Награды и премии
Награждена: Медаль «За космический полёт» (1998 и 2010), Медаль «За отличную службу» (США), Медаль похвальной службы (США), Медаль за службу национальной обороне (США) (дважды), Экспедиционная медаль, Медаль «За борьбу с терроризмом» и многие другие.